# Divisionismo (diritto)
Nel diritto col termine divisionismo (anche detto talvolta divisionismo etico) si suole indicare l'accettazione e l'assunzione di due tesi:
- non-oggettivismo etico. I valori e le norme non sono oggettivi, bensì soggettivi, cioè validi per chi li sceglie.
- non-cognitivismo etico. Non è possibile la conoscenza dei valori e delle norme, intese come entità esistenti all'esterno del soggetto osservatore. Esso si oppone alle teorie giusnaturaliste per cui i valori e le norme sarebbero autoevidenti, percepibili con un particolare intuito, o desumibili dall'esperienza.